# Castell de Pianisi
El Castel de Pianisi (en italià:Castello di Pianisi) o Castello Natolii, és un castell situat en un turó prop del riu Fortore de Sant'Elia a Pianisi, 33 quilòmetres a l'est de la capital regional Campobasso. És una fortalesa de pedra construïda al segle x pels normands i destruïda el 1528, ara convertit en jaciment arqueològic. La seva propietat va passar per diversos senyors feudals, entre ells el cavaller d'Anjou-Norman Giovanni Natoli (Jean Nanteuil o Johannes Nantolio o Nantouillet).